# Plavba do Kambodže
Plavba do Kambodže (v anglickém originále Swimming to Cambodia) je americký film z roku 1987. Jeho režisérem je Jonathan Demme a scénář napsal Spalding Gray. Téměř celý děj filmu se odehrává v místnosti za stolem, kde Gray vede monolog. Mluví například o svých zkušenostech z natáčení filmu Vražedná pole (1984). Hudbu k filmu složila Laurie Anderson, která v minulosti s režisérem Demmem spolupracovala na filmu Něco divokého (1986). Později složila hudbu k dalšímu Grayovu filmu, Monster in a Box (1992).